# The Wedding Banquet (film, 2025)
Pour l’article homonyme, voir The Wedding Banquet.
Pour plus de détails, voir Fiche technique et Distribution.
The Wedding Banquet est un film américain réalisé par Andrew Ahn et dont la sortie est prévue en 2025. Il s'agit d'un remake de la comédie romantique Garçon d'honneur d'Ang Lee sortie en 1993.
Il sera présenté au festival du film de Sundance 2025.

## Synopsis
Chris, le petit ami de Min, rejette sa demande en mariage. Min convainc alors sa meilleure amie Angela de l'épouser à sa place, en payant les traitements de fécondation in vitro de sa partenaire Liz en échange de sa carte verte. Cependant, les choses commencent à se gâter lorsque la grand-mère de Min fait un voyage surprise depuis Séoul pour organiser un banquet de mariage coréen pour le couple,.

## Fiche technique
Sauf indication contraire, les informations mentionnées dans cette section peuvent être confirmées par la base de données cinématographiques IMDb,  présente dans la section « Liens externes ».
- Titre original : The Wedding Banquet
- Réalisation : Andrew Ahn
- Scénario : Andrew Ahn et James Schamus, d'après le film Garçon d'honneur d'Ang Lee
- Musique : N/A
- Décors : Josh Plaw
- Costumes : N/A
- Photographie : Ki Jin Kim
- Montage : N/A
- Production :  Caroline Clark, Anita Gou, Joe Pirro et James Schamus

Producteurs délégués : Daniel Bekerman, Julie Goldstein, Sam Intili, Andrew Karpen, Shivani Rawat et Kent Sanderson
- Sociétés de production : ShivHans Pictures, Symbolic Exchange et Kindred Spirit
- Société de distribution : Bleecker Street (États-Unis)
- Budget : N/A
- Pays de production :  États-Unis
- Langue originale : anglais
- Format : couleur - 2.35:1 - 35 mm - son : DTS / Dolby Digital / SDDS
- Genre : comédie romantique, comédie dramatique
- Date de sortie[4] :
  - États-Unis : janvier 2025 (festival de Sundance) Date sujette à modification

## Distribution
- Lily Gladstone : Liz
- Bowen Yang : Chris
- Kelly Marie Tran : Angela
- Youn Yuh-jung
- Joan Chen

## Production
En avril 2024, il est annoncé qu'un remake de la comédie romantique américano-taïwanaise Garçon d'honneur d'Ang Lee, sortie en 1993, est en développement avec Andrew Ahn à la réalisation. Ce dernier coécrit par ailleurs le script avec James Schamus, coscénariste du film original. Lily Gladstone, Kelly Marie Tran, Bowen Yang, Joan Chen et Youn Yuh-jung sont ensuite annoncés dans les rôles principaux,,.
Le tournage débute en mai 2024 à Vancouver. Les prises de vues s'achèvent en juin 2024.

## Sortie
La sortie du film est prévue pour 2025,.